# Tantilla hobartsmithi
Tantilla hobartsmithi este o specie de șerpi din genul Tantilla, familia Colubridae, descrisă de Taylor 1936. A fost clasificată de IUCN ca specie cu risc scăzut. Conform Catalogue of Life specia Tantilla hobartsmithi nu are subspecii cunoscute.